# Anomotherium langewieschei
Anomotherium langewieschei es la única especie del género monotípico extinto Anomotherium de manatí que vivía en los mares poco profundos de lo que hoy es el norte de Alemania. Su pariente más cercano es Miosiren.. Se han encontrado fósiles del género en las formaciones Bohlen y Doberg de Alemania.

## Ecología
Al igual que los sirenios actuales, Anomotherium langewieschei probablemente era capaz de alimentarse de pastos marinos, algas pardas y moluscos en las aguas poco profundas del mar.